# I miei festival di Napoli
I miei festival di Napoli è una raccolta di Mario Merola del 2005.

## Descrizione
È un album che contiene le 16 canzoni cantate da Mario Merola nelle sue 8 apparizioni al Festival di Napoli; tra queste, vi è Ll'urdemo emigrante (V. Campagnoli, G. Campagnoli, M. Guida, G. Quirito), con la quale ha duettato con il figlio Francesco e ha vinto il Festival.

## Brani
- Docce è 'o silenzio - 1964
- T'aspetto a maggio - 1965
- Tu stasera si Pusilleco - 1965
- Ciento catene - 1966
- Femmene e tammore - 1966
- Allegretto ma non troppo - 1967
- Freva 'e gelusia  - 1967
- Cchiù forte 'e me - 1968
- Comm' ' a nu sciummo - 1968
- Abbracciame - 1969
- O' Masto - 1969
- Ciente appuntamente - 1969
- Chitarra rossa - 1970
- 'O Guastafeste - 1970
- 'Nnammurato 'e te - 1970
- L'urdemo emigrante - 2001